# جوان فرانكس وليامز
جوان فرانكس وليامز (بالإنجليزية: Joan Franks Williams)‏ هي موزعة وملحنة أمريكية، ولدت في 1 أبريل 1930، وتوفيت في 30 يناير 2003 بسبب مرض باركنسون.

## وصلات خارجية
- جوان فرانكس وليامز على موقع ميوزك برينز (الإنجليزية)